# M1 Garand
Das M1 Garand, offizielle Bezeichnung Rifle, Caliber .30 M1, ist ein Selbstladegewehr und war von 1936 bis 1957 Ordonnanzgewehr der Streitkräfte der Vereinigten Staaten.

## Geschichte
John C. Garand entwickelte dieses Gewehr in den 1930er-Jahren. Ab 1936 wurde es bei der United States Army eingeführt. Es war robust, zuverlässig und das erste Selbstlade-Militärgewehr der Vereinigten Staaten, das in einem Krieg Verwendung fand. Die US-Streitkräfte setzten dieses Gewehr im Zweiten Weltkrieg und im Koreakrieg ein. Vorgänger war das Repetiergewehr Springfield M1903. Die Umstellung auf das M1 Garand war mit einer großen Steigerung der Feuerkraft verbunden, was es zur Hauptwaffe der US-Streitkräfte im Zweiten Weltkrieg und im Koreakrieg machte. Bis zur Produktionseinstellung im Jahre 1957 wurden über 5,5 Millionen Stück hergestellt. Es wurde durch das M14 abgelöst.
Bei der Wehrmacht wurde das M1 offiziell verzeichnet und auch als Beutewaffe genutzt. Eine Übersicht dazu findet sich in der Liste von Selbstladegewehren gemäß den Kennblättern fremden Geräts D 50/1.
Der Typ 4, das BM59, das M14 und das Mini-14 sind Kopien bzw. Ableger des M1 Garand.

## Technik
Das Garand M1-Gewehr ist ein Gasdrucklader mit Drehverschluss. Der Gaszylinder liegt parallel zur Laufachse unter dem Lauf, die Gasentnahme erfolgt über eine Bohrung kurz vor der Mündung. Durch den nach dem Schuss auftretenden Druck wird der Gaskolben nach hinten gepresst; das fest mit ihm verbundene Steuerstück entriegelt im Rücklauf den Verschluss und läuft mit diesem um etwas mehr als eine Patronenlänge zurück. Dabei wird die abgeschossene Hülse ausgeworfen und der darunter verdeckt angebrachte Hammer gespannt. Daraufhin drückt die in einer Bohrung im Gaskolben liegende Schließfeder das System nach vorne; der Verschluss schiebt die nächste Patrone ins Patronenlager, wird durch das Steuerstück gedreht und damit verriegelt. Die Waffe ist schussbereit. Zur Verriegelung wird der Verschluss über eine im Steuerstück eingefräste Kulisse gedreht, dabei greifen zwei vorne am Verschluss liegende Verriegelungselemente in dafür vorgesehene direkt hinter dem Lauf liegende Widerlager im Verschlussgehäuse.

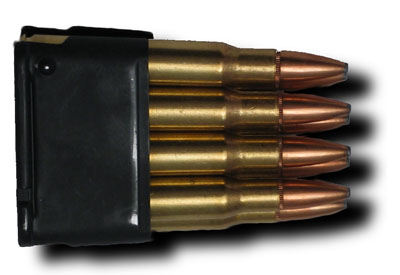
Der Patronenrahmen Cartridge Clip eines M1 Garand

Die Patronenzufuhr erfolgt aus einem fest in die Waffe integrierten Magazinkasten anstelle eines abnehmbaren Magazins. Der Magazinkasten fasst acht Patronen des Kalibers .30-06 Springfield, die „en bloc“ in einem Cartridge Clip (Patronenrahmen) nach dem Mannlicher-System eingesetzt werden. Nach dem letzten Schuss bleibt der Verschluss offen und der leere Clip wird ausgeworfen, was ein schnelles Nachladen erlaubt. Das Nachladen von einzelnen Patronen ist möglich, solange nicht die letzte Patrone des Laderahmens verschossen wurde. Ohne Laderahmen ist das Nachladen einzelner Patronen nicht möglich.
Zum Abschießen von Gewehrgranaten wird der Grenade Launcher M-7 aufgesetzt. Ein daran angebrachter Bolzen dringt beim Aufsetzen von vorne in den Gaszylinder ein und öffnet dabei ein Entlastungsventil, was den Gasdruck der dafür eingesetzten speziellen Treibpatronen auf ein für den Mechanismus des Gewehres zulässiges Maß verringert.

## Nutzerstaaten
- Streitkräfte der Vereinigten Staaten (United States Armed Forces)
- Ehemalige deutsche Wehrmacht
  - Nutzung als Beutewaffe unter der Bezeichnung 7,62 mm Selbstladegewehr (SlGew) 251 (a)[3]
- Bundesheer (Österreichisches Bundesheer) (bis in die 1960er-Jahre)
- Israelische Streitkräfte (Tzva haHagana leJisra’el)
- Bundeswehr
  - Bei der Bundeswehr wurde das Gewehr 1959/Anfang der 1960er-Jahre ausgemustert und durch das G3 ersetzt. Einzelne Einheiten nutzten das Gewehr auch noch danach in der Grundausbildung, insbesondere in der Formalausbildung, so zum Beispiel als Rifle M 1 bei der Luftwaffe und den Ausbildungsbatterien der Flakartillerie.
- Dänemark
- Frankreich
- Thailand
- Türkei
- Griechenland
- Italien
- Iran (bis ca. 1975, danach G3)

## Einsatz
Aufgrund der höheren Kadenz des Selbstladegewehres erwies sich das Garand im Zweiten Weltkrieg den von den anderen kriegführenden Nationen hauptsächlich eingesetzten Repetiergewehren überlegen. Dies sorgte, zusammen mit der Nutzung als Gewehrgranatwerfer und der großzügigen Ausrüstung mit Maschinenpistolen und ‑gewehren, für eine überlegene Feuerkraft der amerikanischen Infanterie, die erst mit dem massenhaften Aufkommen des StG 44 etwas ausgeglichen wurde.

### M1 Garand als Scharfschützengewehr
Als die USA 1941 in den Zweiten Weltkrieg eintraten, bestand plötzlich ein großer Bedarf an Scharfschützengewehren mit Zielfernrohr. Das führte zur Entwicklung des Springfield M1903A4 und zur Anforderung, eine Scharfschützenvariante des M1 Garand herzustellen. Die Entwicklung ging nur langsam vonstatten. Das Ergebnis waren die Gewehre M1E7 und M1E8. Im Juni 1944 wurde das M1E7 – nun umbenannt in M1C – als Standard-Scharfschützengewehr eingeführt und sollte das M1903A4 ablösen. Das M1E8 – nun als M1D – wurde im September 1944 eingeführt.
Nur eine kleinere Anzahl der M1C und M1D gelangten im Zweiten Weltkrieg an die Front. Erst im Koreakrieg konnten die Gewehre ihre Fähigkeiten unter Beweis stellen. Die Trefferquoten im Bereich von 400 bis 600 yd (ca. 370 bis 550 m) waren zufriedenstellend. Die nur 2,5-fach vergrößernden Zielfernrohre und die Tatsache, dass keine spezielle Munition ausgegeben wurde, waren die begrenzenden Faktoren in der maximalen Reichweite.
Diese M1C und M1D genannten Gewehre unterscheiden sich nur durch die Zielfernrohre vom Standardgewehr und voneinander. Das M1C ist mit einem 2,5-fach vergrößernden Zielfernrohr M81 ausgestattet, während das M1D über ein ebenfalls 2,5-fach vergrößerndes Zielfernrohr M82 verfügt. Beide setzten unterschiedliche Zielfernrohrmontagen ein. Ferner gibt es die gleichfalls 2,5-fach vergrößernden Zielfernrohre M84 sowie M73B1.
Bis zu den Anfangsjahren des Vietnamkrieges wurden die beiden Varianten verwendet. Das M1D war bis 1960 das offizielle Scharfschützengewehr der US-Armee.
Das M1C wurde im Jahre 1951 das Standard-Scharfschützengewehr des US-Marine Corps und wurde in den Jahren des Koreakrieges sehr häufig benutzt. Das USMC führte im Jahre 1954 das 4-fach-Zielfernrohr 4XD des Herstellers Stith Kollmorgen ein.

## Zusatzausrüstung
Als Bajonette kamen vier verschiedene Typen zum Einsatz:
- Model 1905 (16"-Klinge)
- Model 1905E1 (10"-Klinge)
- M1 (10"-Klinge)
- M5 (6"-Klinge)

Auf das Garand konnte der Granatwerfer M7 aufgesetzt werden, um Gewehrgranaten zu verschießen.
Einige Versionen des Scharfschützengewehrs waren mit einem Mündungsfeuerdämpfer T37 ausgestattet.